# جاين أندرسون
جاين أندرسون (بالإنجليزية: Jane Anderson) هي كاتبة سيناريو وكاتبة مسرحية ومخرجة وممثلة أمريكية، ولدت في 1954 في الولايات المتحدة. من الجوائز التي نالتها جائزة الإيمي برايم تايم وجوائز إيمي للأخبار والأفلام الوثائقية ‏ وجائزة نقابة الكتاب الأمريكية وجوائز غراسي ألن وPEN Center USA ‏ ودائرة نقاد أفلام المرأة وWomen in Film Honors ‏.

## أعمال

### أفلام
- (1994) يمكن أن يحدث لك[4]

### مسلسلات
- أوليف كيتريدج

## جوائز
- جائزة الإيمي برايم تايم
- جوائز إيمي للأخبار والأفلام الوثائقية [الإنجليزية]‏
- جائزة نقابة الكتاب الأمريكية
- جوائز غراسي ألن
- PEN Center USA [الإنجليزية]‏
- دائرة نقاد أفلام المرأة
- Women in Film Honors [الإنجليزية]‏

## وصلات خارجية
- جاين أندرسون على موقع IMDb (الإنجليزية)
- جاين أندرسون على موقع ألو سيني (الفرنسية)
- جاين أندرسون على موقع أول موفي (الإنجليزية)
- جاين أندرسون على موقع قاعدة بيانات الأفلام السويدية (السويدية)
- جاين أندرسون على موقع قاعدة بيانات الفيلم (الإنجليزية)
- جاين أندرسون على موقع كينوبويسك (الروسية)